# Mikaël Silvestre
Mikaël Samy Silvestre (født 9. august 1977 i Chambray-lès-Tours i Frankrig) er en fransk tidligere forsvarsspiller. Han spillede gennem karriere for blandt andet Manchester United og Arsenal i England. Han har spillet 40 kampe for Frankrigs landshold.

## Klubkarriere

### Tidlig karriere
Mikaël Silvestre startede med at spille fodbold Tours-området i Loire Valley, hvor hans far Franck, med afstamning fra Guadeloupe, var en amatørspiller. Mikaël Silvestre startede på Rennes’ Fodbold Akademi i Bretagne og begyndte sin ligakarriere med den franske klub i 1995/96-sæsonen. Hans tid med klubben hjalp med at forbedre sine færdigheder, og i 1997-98-sæsonen skrev han under med Internazionale. Han spillede 18 ligakampe for Inter og seks Europa Cup-kampe. Silvestre skrev under med Manchester United den 10. september 1999 for 3.5 millioner pund. Han skiftede i 2008 til ærkerivalerne Arsenal F.C., hvor han spillede de følgende to sæsoner, hvorefter han ikke fik forlænget sin kontrakt. Han skrev i stedet kontrakt med Werder Bremen i Tyskland.
Silvestre er dygtig som bade center-back og venstre back, dog har han udtalt, at han mest foretrækker at spille centralt. Silvestres mest positive evne er hans tempo, og han ligger tit op til scoringsmuligheder. Han er også kendt for sine indlægs- og tacklingsevner.

## Landsholdskarriere
Han fik sin første seniorkamp for Frankrig den 27. februar 2001 i en venskabskamp mod Tyskland som endte med en 1-0-sejr. Han vandt Confederations Cup både i 2001 og 2003 med Frankrig. Han modtog kritik for sin indsats ved EM i fodbold 2004, hvor han gav straffespark til både England og Kroatien, før Frankrig blev slået ud af Grækenland i kvartfinalerne. Inden landsholdet var en med på Frankrigs juniorhold ved FIFA World Youth Championship 1997. Han spillede også én kamp med Frankrigs trup, da de nåede til VM 2006-finalen.

## Personligt
Silvestre og hans kone Séverine har en datter kaldet Cléo.

## Hæder

### Manchester United
- Premier League: 1999-2000, 2000-01, 2002-03, 2006-07
- FA Cup: 2004
- Football League Cup: 2006
- FA Community Shield: 2003, 2007
- UEFA Champions League: 2008
- Intercontinental Cup: 1999

### Internationalt
- Confederations Cup: 2001, 2003